# Elisabeth Zorghe, Paruitte en De Schippers

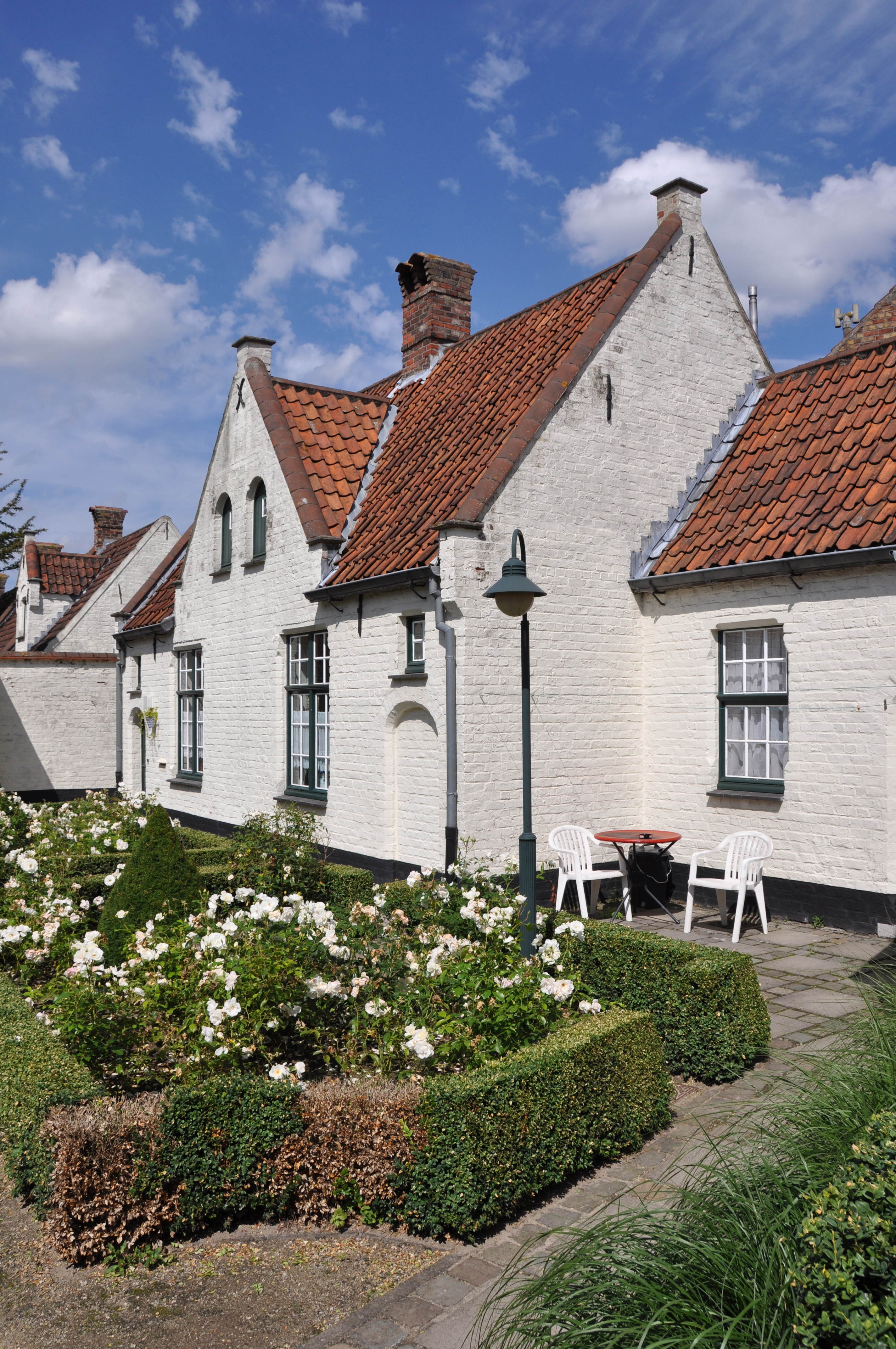
De godshuizen in de Stijn Streuvelsstraai

Elisabeth Zorghe, Paruitte en De Schippers werden gebouwd in 1923-1924 in de Stijn Streuvelsstraat in Brugge.

## Geschiedenis
Tot in 1923 waren de godshuizen Elisabeth Zorghe, Paruitte en De Vrije Schippers naburige, maar afzonderlijk opgerichte entiteiten, die elk afzonderlijk afhingen van dezelfde eigenaar, de Commissie van Burgerlijke Godshuizen.
Toen de stad Brugge toegaf aan het aandringen van de brouwerij De Arend die deze godshuizen wilde verwerven, teneinde de brouwerij uit te breiden, werd meteen bedongen dat de brouwerij eenzelfde aantal godshuizen moest bouwen, onder de drie vroegere benamingen, op een perceel, grond gelegen in de recent aangelegde Stijn Streuvelsstraat. Dit perceel van 2.500 m² behoorde toe aan de familie Le Fevere de ten Hove - Van de Walle, erfgenamen van de negentiende-eeuwse eigenaar Van de Walle. Het ging om een deel van de tuingrond waar destijds de vader van Guido Gezelle op getuinierd had.
Op 23 maart 1923 (dezelfde dag waarop de brouwerij De Arend de af te breken godshuisjes aankocht), werd bouwvergunning afgeleverd voor de bouw van een nieuw godshuizencomplex. Op 1 mei 1923 namen de werken een aanvang. Het programma omvatte:
- zes godshuizen voor bejaarde ouderlingenparen, die de naam 'Paruitte' kregen;
- twaalf godshuizen voor ongehuwde vrouwen, die de naam 'Elisabeth Zorghe' kregen;
- zes godshuizen voor oudere zussen, die de naam 'De Schippers' kregen.

De bouwstijl bleef in de herinnering aan de traditionele stijl voor Brugse godshuizen. De stempel lag er op van de architecten Antoine Dugardyn en Jozef Vierin.
De werken werden aan een snel tempo uitgevoerd:
- op 12 juli waren de grondvesten klaar,
- op 17 augustus was de bouw gevorderd tot op 2 meter hoogte,
- op 1 september waren de roosteringen gelegd,
- op 20 oktober was alles onder dak,
- op 4 januari 1924 waren de huizen klaar om bewoond te worden,
- tegen half april waren de bewoners verhuisd van de oude huizen naar de nieuwe,
- op 23 april werden de sleutels van de verlaten godshuizen overhandigd aan de brouwerij De Arend,
- op 20 mei werd het nieuwe godshuiscomplex plechtig in gebruik genomen en ingezegend.

In 1933 werd het huisje dat dichtst bij de straat lag, vanwege de verbreding van de straat, afgebroken en wat meer achterwaarts en terzijde herbouwd.
In 1937 werden de huizen aangesloten op de elektriciteit en in 1959 op de gasleiding, de waterleiding en de riolering.
Algemeen werd beschouwd dat dit een uitstekende oplossing was geweest die iedereen tevreden stelde: de brouwerij, de Commissie van Burgerlijke godshuizen en het stadsbestuur, de bewoners en de behoeders van het Brugse stedenschoon. Enkele decennia later zou men over een dergelijke operatie van ruil, afbraak en elders heropbouwen, wel anders denken.
De godshuizen in de Stijn Streuvelsstraat zijn niet beschermd als monument.